# Wereldbeker alpineskiën 2006/2007
Het FIS wereldbeker alpineskiën seizoen 2006/2007 was het 41e seizoen sinds 1966/67. Het zou aanvankelijk beginnen op 28 oktober 2006 in het Oostenrijkse Sölden, maar die wedstrijd werd afgelast. De feitelijke start vond plaats op 11 november in Levi in Finland. Het seizoen eindigde op 18 maart 2007 in Lenzerheide, Zwitserland.
Het seizoen werd, vooral in Europa, overschaduwd door afgelastingen en verplaatsingen van wedstrijden omwille van het uitblijven van sneeuw in de Alpen.
Eindwinnaar van de wereldbeker voor mannen werd de Noor Aksel Lund Svindal, voor wie het de eerste eindoverwinning in de algemene wereldbeker was, nadat hij in het vorige seizoen tweede was geëindigd. Hij behield na de finalewedstrijden in Lenzerheide uiteindelijk nog 13 punten voorsprong op zijn naaste achtervolger, de Oostenrijker Benjamin Raich, die de wereldbeker slalom won. Svindal won ook de klassementen voor de reuzenslalom en de alpine combinatie. De resterende disciplines werden gewonnen door de Amerikaan Bode Miller (Super-G) en de Zwitser Didier Cuche (afdaling).
Bij de vrouwen ging de algemene wereldbeker naar de Oostenrijkse Nicole Hosp, die dankzij twee overwinningen in de wereldbekerfinale in Lenzerheide haar landgenote Marlies Schild voorbijging. Alle disciplines werden trouwens gewonnen door Oostenrijkse skiesters: Hosp won het klassement voor de reuzenslalom, Schild die voor de slalom en de combinatie, en Renate Götschl die voor de snelheidsnummers afdaling en Super-G.

## Mannen

### Kalender
| Datum      | Plaats                 | Onderdeel    | Eerste                 | Tweede                 | Derde                  |
| ---------- | ---------------------- | ------------ | ---------------------- | ---------------------- | ---------------------- |
| 29/10/2006 | Sölden                 | Reuzenslalom | Afgelast               | Afgelast               | Afgelast               |
| 12/11/2006 | Levi                   | Slalom       | Benjamin Raich         | Markus Larsson         | Giorgio Rocca          |
| 25/11/2006 | Lake Louise            | Afdaling     | Marco Büchel           | Manuel Osborne-Paradis | Peter Fill             |
| 26/11/2006 | Lake Louise            | Super G      | John Kucera            | Mario Scheiber         | Patrik Järbyn          |
| 30/11/2006 | Beaver Creek           | Combinatie   | Aksel Lund Svindal     | Marc Berthod           | Rainer Schönfelder     |
| 01/12/2006 | Beaver Creek           | Afdaling     | Bode Miller            | Didier Cuche           | Steven Nyman           |
| 02/12/2006 | Beaver Creek           | Reuzenslalom | Massimiliano Blardone  | Aksel Lund Svindal     | Ted Ligety             |
| 03/12/2006 | Beaver Creek           | Slalom       | André Myhrer           | Michael Janyk          | Felix Neureuther       |
| 09/12/2006 | Val-d'Isère            | Afdaling     | Verplaatst             | Verplaatst             | Verplaatst             |
| 10/12/2006 | Val-d'Isère            | Combinatie   | Verplaatst             | Verplaatst             | Verplaatst             |
| 10/12/2006 | Reiteralm              | Combinatie   | Ivica Kostelić         | Romed Baumann          | Pierrick Bourgeat      |
| 15/12/2006 | Val Gardena            | Super G      | Bode Miller            | Christoph Gruber       | John Kucera            |
| 16/12/2006 | Val Gardena            | Afdaling     | Steven Nyman           | Didier Cuche           | Fritz Strobl           |
| 17/12/2006 | Alta Badia             | Reuzenslalom | Kalle Palander         | Bode Miller            | Didier Défago          |
| 18/12/2006 | Alta Badia             | Slalom       | Markus Larsson         | Ted Ligety             | Ivica Kostelić         |
| 20/12/2006 | Hinterstoder           | Super G      | Bode Miller            | Peter Fill             | Hermann Maier          |
| 21/12/2006 | Hinterstoder           | Reuzenslalom | Aksel Lund Svindal     | François Bourque       | Kalle Palander         |
| 28/12/2006 | Bormio                 | Afdaling     | Michael Walchhofer     | Didier Cuche           | Mario Scheiber         |
| 29/12/2006 | Bormio                 | Afdaling     | Michael Walchhofer     | Peter Fill             | Mario Scheiber         |
| 06/01/2007 | Adelboden              | Reuzenslalom | Benjamin Raich         | Massimiliano Blardone  | Aksel Lund Svindal     |
| 07/01/2007 | Adelboden              | Slalom       | Marc Berthod           | Benjamin Raich         | Mario Matt             |
| 13/01/2007 | Wengen                 | Afdaling     | Bode Miller            | Didier Cuche           | Peter Fill             |
| 14/01/2007 | Wengen                 | Combinatie   | Mario Matt             | Marc Berthod           | Silvan Zurbriggen      |
| 14/01/2007 | Wengen                 | Slalom       | Verplaatst             | Verplaatst             | Verplaatst             |
| 20/01/2007 | Chamonix-Mont-Blanc    | Afdaling     | Verplaatst             | Verplaatst             | Verplaatst             |
| 21/01/2007 | Chamonix-Mont-Blanc    | Combinatie   | Verplaatst             | Verplaatst             | Verplaatst             |
| 20/01/2007 | Val-d'Isère            | Afdaling     | Pierre-Emmanuel Dalcin | Erik Guay              | Manuel Osborne-Paradis |
| 21/01/2007 | Val-d'Isère            | Combinatie   | Afgelast               | Afgelast               | Afgelast               |
| 26/01/2007 | Kitzbühel              | Super G      | Afgelast               | Afgelast               | Afgelast               |
| 27/01/2007 | Kitzbühel              | Afdaling     | Verplaatst             | Verplaatst             | Verplaatst             |
| 27/01/2007 | Kitzbühel              | Slalom       | Jens Byggmark          | Mario Matt             | Alois Vogl             |
| 28/01/2007 | Kitzbühel              | Slalom       | Jens Byggmark          | Mario Matt             | Manfred Moelgg         |
| 28/01/2007 | Kitzbühel              | Combinatie   | Afgelast               | Afgelast               | Afgelast               |
| 30/01/2007 | Schladming             | Slalom       | Benjamin Raich         | Jens Byggmark          | Mario Matt             |
| 23/02/2007 | Garmisch-Partenkirchen | Afdaling     | Andrej Jerman          | Hans Grugger           | Erik Guay              |
| 24/02/2007 | Garmisch-Partenkirchen | Afdaling     | Erik Guay              | Andrej Jerman          | Didier Cuche           |
| 25/02/2007 | Garmisch-Partenkirchen | Slalom       | Mario Matt             | Felix Neureuther       | Benjamin Raich         |
| 03/03/2007 | Kranjska Gora          | Reuzenslalom | Benjamin Raich         | François Bourque       | Massimiliano Blardone  |
| 04/03/2007 | Kranjska Gora          | Slalom       | Mario Matt             | Benjamin Raich         | Manfred Moelgg         |
| 09/03/2007 | Kvitfjell              | Combinatie   | Benjamin Raich         | Silvan Zurbriggen      | Aksel Lund Svindal     |
| 10/03/2007 | Kvitfjell              | Afdaling     | Didier Cuche           | Erik Guay              | Marco Büchel           |
| 11/03/2007 | Kvitfjell              | Super G      | Hans Grugger           | Mario Scheiber         | Didier Cuche           |
| 14/03/2007 | Lenzerheide            | Afdaling     | Aksel Lund Svindal     | Daniel Albrecht        | Christoph Gruber       |
| 15/03/2007 | Lenzerheide            | Super G      | Aksel Lund Svindal     | Benjamin Raich         | Erik Guay              |
| 17/03/2007 | Lenzerheide            | Reuzenslalom | Aksel Lund Svindal     | Massimiliano Blardone  | Bode Miller            |
| 18/03/2007 | Lenzerheide            | Slalom       | Benjamin Raich         | Mario Matt             | Manfred Moelgg         |

### Eindstanden
Algemeen klassement
| #      | Naam                  | Land             | Punten |
| ------ | --------------------- | ---------------- | ------ |
| Goud   | Aksel Lund Svindal    | Noorwegen        | 1268   |
| Zilver | Benjamin Raich        | Oostenrijk       | 1255   |
| Brons  | Didier Cuche          | Zwitserland      | 1098   |
| 4      | Bode Miller           | Verenigde Staten | 882    |
| 5      | Mario Matt            | Oostenrijk       | 744    |
| 6      | Peter Fill            | Italië           | 694    |
| 7      | Marco Büchel          | Liechtenstein    | 635    |
| 8      | Marc Berthod          | Zwitserland      | 591    |
| 9      | Mario Scheiber        | Oostenrijk       | 584    |
| 10     | Kalle Palander        | Finland          | 546    |
| 11     | Ted Ligety            | Verenigde Staten | 534    |
| 12     | Erik Guay             | Canada           | 529    |
| 13     | Silvan Zurbriggen     | Zwitserland      | 523    |
| 14     | Didier Défago         | Zwitserland      | 515    |
| 15     | Jens Byggmark         | Zweden           | 506    |
| 16     | Michael Walchhofer    | Oostenrijk       | 498    |
| 17     | Christoph Gruber      | Oostenrijk       | 479    |
| 18     | Manfred Moelgg        | Italië           | 453    |
| 19     | Hermann Maier         | Oostenrijk       | 452    |
| 20     | Massimiliano Blardone | Italië           | 390    |
| 21     | François Bourque      | Canada           | 379    |
| 22     | Markus Larsson        | Zweden           | 376    |
| 23     | John Kucera           | Canada           | 370    |
| 24     | Andrej Jerman         | Slovenië         | 366    |
| 25     | Ivica Kostelić        | Kroatië          | 344    |

| #  | Naam                   | Land             | Punten |
| -- | ---------------------- | ---------------- | ------ |
| 26 | Steven Nyman           | Verenigde Staten | 340    |
| 27 | Daniel Albrecht        | Zwitserland      | 334    |
| 28 | Fritz Strobl           | Oostenrijk       | 314    |
| 29 | Jean-Baptiste Grange   | Frankrijk        | 309    |
| 30 | Hans Grugger           | Oostenrijk       | 306    |
| 31 | Bruno Kernen           | Zwitserland      | 297    |
| 32 | Felix Neureuther       | Duitsland        | 293    |
| 33 | Michael Janyk          | Canada           | 288    |
| 34 | Rainer Schönfelder     | Oostenrijk       | 271    |
| 35 | Pierre-Emmanuel Dalcin | Frankrijk        | 261    |
| 36 | Patrick Staudacher     | Italië           | 256    |
| 37 | Giorgio Rocca          | Italië           | 244    |
| 38 | Manuel Osborne-Paradis | Canada           | 241    |
| 39 | Ambrosi Hoffmann       | Zwitserland      | 235    |
| 40 | Manfred Pranger        | Oostenrijk       | 207    |
| 41 | onbekend               | Oostenrijk       | 200    |
| 42 | Andreas Buder          | Oostenrijk       | 198    |
| 43 | Thomas Grandi          | Canada           | 193    |
| 44 | André Myhrer           | Zweden           | 188    |
| 45 | Georg Streitberger     | Oostenrijk       | 181    |
| 46 | Romed Baumann          | Oostenrijk       | 169    |
| 47 | onbekend               | Italië           | 160    |
| 48 | Klaus Kröll            | Oostenrijk       | 158    |
|    | Hannes Reichelt        | Oostenrijk       | 158    |
| 50 | Kurt Sulzenbacher      | Italië           | 151    |

Er waren uiteindelijk 152 skiërs die één of meer punten behaalden.
| #      | Naam               | Land             | Punten |
| ------ | ------------------ | ---------------- | ------ |
| Goud   | Didier Cuche       | Zwitserland      | 652    |
| Zilver | Marco Büchel       | Liechtenstein    | 471    |
| Brons  | Erik Guay          | Canada           | 393    |
| 4      | Peter Fill         | Italië           | 382    |
| 5      | Michael Walchhofer | Oostenrijk       | 370    |
| 6      | Andrej Jerman      | Slovenië         | 339    |
| 7      | Aksel Lund Svindal | Noorwegen        | 321    |
| 8      | Bode Miller        | Verenigde Staten | 318    |
| 9      | Mario Scheiber     | Oostenrijk       | 254    |
| 10     | Steven Nyman       | Verenigde Staten | 250    |

| #      | Naam                 | Land        | Punten |
| ------ | -------------------- | ----------- | ------ |
| Goud   | Benjamin Raich       | Oostenrijk  | 605    |
| Zilver | Mario Matt           | Oostenrijk  | 600    |
| Brons  | Jens Byggmark        | Zweden      | 490    |
| 4      | Markus Larsson       | Zweden      | 340    |
| 5      | Manfred Moelgg       | Italië      | 334    |
| 6      | Marc Berthod         | Zwitserland | 322    |
| 7      | Michael Janyk        | Canada      | 279    |
| 8      | Felix Neureuther     | Duitsland   | 264    |
| 9      | Kalle Palander       | Finland     | 247    |
| 10     | Jean-Baptiste Grange | Frankrijk   | 242    |

| #      | Naam                  | Land             | Punten |
| ------ | --------------------- | ---------------- | ------ |
| Goud   | Aksel Lund Svindal    | Noorwegen        | 416    |
| Zilver | Massimiliano Blardone | Italië           | 380    |
| Brons  | Benjamin Raich        | Oostenrijk       | 319    |
| 4      | Kalle Palander        | Finland          | 299    |
| 5      | François Bourque      | Canada           | 249    |
| 6      | Bode Miller           | Verenigde Staten | 232    |
| 7      | Didier Cuche          | Zwitserland      | 223    |
| 8      | Ted Ligety            | Verenigde Staten | 212    |
| 9      | Didier Défago         | Zwitserland      | 163    |
| 10     | Manfred Moelgg        | Italië           | 119    |

| #      | Naam               | Land             | Punten |
| ------ | ------------------ | ---------------- | ------ |
| Goud   | Bode Miller        | Verenigde Staten | 304    |
| Zilver | Didier Cuche       | Zwitserland      | 208    |
| Brons  | John Kucera        | Canada           | 194    |
| 4      | Mario Scheiber     | Oostenrijk       | 190    |
| 5      | Aksel Lund Svindal | Noorwegen        | 181    |
| 6      | Hermann Maier      | Oostenrijk       | 177    |
| 7      | Christoph Gruber   | Oostenrijk       | 153    |
| 8      | Marco Büchel       | Liechtenstein    | 146    |
| 9      | Peter Fill         | Italië           | 143    |
| 10     | Erik Guay          | Canada           | 136    |
|        | Georg Streitberger | Oostenrijk       | 136    |

Alpine-combinatie
| #      | Naam               | Land        | Punten |
| ------ | ------------------ | ----------- | ------ |
| Goud   | Aksel Lund Svindal | Noorwegen   | 232    |
| Zilver | Marc Berthod       | Zwitserland | 202    |
| Brons  | Ivica Kostelić     | Kroatië     | 200    |
| 4      | Silvan Zurbriggen  | Zwitserland | 169    |
| 5      | Benjamin Raich     | Oostenrijk  | 166    |
| 6      | Romed Baumann      | Oostenrijk  | 140    |
| 7      | Peter Fill         | Italië      | 127    |
| 8      | Rainer Schönfelder | Oostenrijk  | 106    |
|        | Hans Olsson        | Zweden      | 106    |
| 10     | Pierrick Bourgeat  | Frankrijk   | 104    |

Landen-cup
| #      | Land                | Punten |
| ------ | ------------------- | ------ |
| Goud   | Oostenrijk          | 6610   |
| Zilver | Zwitserland         | 3982   |
| Brons  | Italië              | 3080   |
| 4      | Canada              | 2258   |
| 5      | Verenigde Staten    | 2154   |
| 6      | Zweden              | 1837   |
| 7      | Frankrijk           | 1793   |
| 8      | Noorwegen           | 1382   |
| 9      | Slovenië            | 693    |
| 10     | Liechtenstein       | 635    |
| 11     | Finland             | 579    |
| 12     | Duitsland           | 491    |
| 13     | Kroatië             | 354    |
| 14     | Japan               | 112    |
| 15     | Tsjechië            | 97     |
| 16     | Verenigd Koninkrijk | 38     |

## Vrouwen

### Kalender
| Datum      | Plaats                | Onderdeel    | Eerste               | Tweede               | Derde                 |
| ---------- | --------------------- | ------------ | -------------------- | -------------------- | --------------------- |
| 28/10/2006 | Sölden                | Reuzenslalom | Afgelast             | Afgelast             | Afgelast              |
| 11/11/2006 | Levi                  | Slalom       | Marlies Schild       | Nicole Hosp          | Kathrin Zettel        |
| 25/11/2006 | Aspen                 | Reuzenslalom | Kathrin Zettel       | Tanja Poutiainen     | Michaela Kirchgasser  |
| 26/11/2006 | Aspen                 | Slalom       | Marlies Schild       | Nicole Hosp          | Therese Borssén       |
| 01/12/2006 | Lake Louise           | Afdaling     | Maria Riesch         | Lindsey Kildow       | Nadia Fanchini        |
| 02/12/2006 | Lake Louise           | Afdaling     | Lindsey Kildow       | Renate Götschl       | Anja Pärson           |
| 03/12/2006 | Lake Louise           | Super G      | Renate Götschl       | Lindsey Kildow       | Kelly VanderBeek      |
| 09/12/2006 | Sankt Moritz          | Afdaling     | Verplaatst           | Verplaatst           | Verplaatst            |
| 10/12/2006 | Sankt Moritz          | Combinatie   | Verplaatst           | Verplaatst           | Verplaatst            |
| 15/12/2006 | Reiteralm             | Combinatie   | Marlies Schild       | Michaela Kirchgasser | Kathrin Zettel        |
| 16/12/2006 | Reiteralm             | Super G      | Renate Götschl       | Nicole Hosp          | Martina Schild        |
| 16/12/2006 | Val-d'Isère           | Afdaling     | Uitgesteld           | Uitgesteld           | Uitgesteld            |
| 17/12/2006 | Val-d'Isère           | Super G      | Verplaatst           | Verplaatst           | Verplaatst            |
| 19/12/2006 | Val-d'Isère           | Afdaling     | Julia Mancuso        | Renate Götschl       | Lindsey Kildow        |
| 20/12/2006 | Val-d'Isère           | Afdaling     | Lindsey Kildow       | Julia Mancuso        | Anja Pärson           |
| 21/12/2006 | Val-d'Isère           | Slalom       | Marlies Schild       | Annemarie Gerg       | Therese Borssén       |
| 20/12/2006 | Megève                | Slalom       | Verplaatst           | Verplaatst           | Verplaatst            |
| 28/12/2006 | Semmering             | Reuzenslalom | Kathrin Zettel       | Nicole Hosp          | Marlies Schild        |
| 29/12/2006 | Semmering             | Slalom       | Therese Borssén      | Kathrin Zettel       | Marlies Schild        |
| 04/01/2007 | Zagreb                | Slalom       | Marlies Schild       | Ana Jelušić          | Šárka Záhrobská       |
| 06/01/2007 | Maribor               | Reuzenslalom | Verplaatst           | Verplaatst           | Verplaatst            |
| 07/01/2007 | Maribor               | Slalom       | Verplaatst           | Verplaatst           | Verplaatst            |
| 06/01/2007 | Kranjska Gora         | Reuzenslalom | Nicole Hosp          | Nicole Gius          | Tanja Poutiainen      |
| 07/01/2007 | Kranjska Gora         | Slalom       | Marlies Schild       | Šárka Záhrobská      | Veronika Zuzulová     |
| 13/01/2007 | Altenmarkt-Zauchensee | Afdaling     | Renate Götschl       | Dominique Gisin      | Julia Mancuso         |
| 14/01/2007 | Altenmarkt-Zauchensee | Combinatie   | Julia Mancuso        | Lindsey Kildow       | Marlies Schild        |
| 14/01/2007 | Altenmarkt-Zauchensee | Super G      | Verplaatst           | Verplaatst           | Verplaatst            |
| 19/01/2007 | Cortina d'Ampezzo     | Super G      | Julia Mancuso        | Nicole Hosp          | Renate Götschl        |
| 20/01/2007 | Cortina d'Ampezzo     | Afdaling     | Renate Götschl       | Julia Mancuso        | Marie Marchand-Arvier |
| 21/01/2007 | Cortina d'Ampezzo     | Reuzenslalom | Karen Putzer         | Julia Mancuso        | Denise Karbon         |
| 26/01/2007 | San Sicario/Sestriere | Super G      | Renate Götschl       | Lindsey Kildow       | Christine Sponring    |
| 27/01/2007 | San Sicario/Sestriere | Afdaling     | Renate Götschl       | Elisabeth Görgl      | Maria Holaus          |
| 28/01/2007 | San Sicario/Sestriere | Super G      | Lindsey Kildow       | Renate Götschl       | Christine Sponring    |
| 24/02/2007 | Sierra Nevada         | Reuzenslalom | Michaela Kirchgasser | Nicole Hosp          | Tanja Poutiainen      |
| 25/02/2007 | Sierra Nevada         | Slalom       | Marlies Schild       | Tanja Poutiainen     | Veronika Zuzulová     |
| 02/03/2007 | Tarvisio              | Combinatie   | Nicole Hosp          | Julia Mancuso        | Marlies Schild        |
| 03/03/2007 | Tarvisio              | Afdaling     | Julia Mancuso        | Renate Götschl       | Emily Brydon          |
| 04/03/2007 | Tarvisio              | Super G      | Renate Götschl       | Nicole Hosp          | Julia Mancuso         |
| 10/03/2007 | Zwiesel               | Reuzenslalom | Tanja Poutiainen     | Nicole Hosp          | Michaela Kirchgasser  |
| 11/03/2007 | Zwiesel               | Slalom       | Marlies Schild       | Anna Ottosson        | Šárka Záhrobská       |
| 14/03/2007 | Lenzerheide           | Afdaling     | Renate Götschl       | Marlies Schild       | Marie Marchand-Arvier |
| 15/03/2007 | Lenzerheide           | Super G      | Anja Pärson          | Andrea Fischbacher   | Marlies Schild        |
| 17/03/2007 | Lenzerheide           | Slalom       | Nicole Hosp          | Anja Pärson          | Veronika Zuzulová     |
| 18/03/2007 | Lenzerheide           | Reuzenslalom | Nicole Hosp          | Kathrin Hölzl        | Michaela Kirchgasser  |

### Eindstanden
Algemeen klassement
| #      | Naam                  | Land             | Punten |
| ------ | --------------------- | ---------------- | ------ |
| Goud   | Nicole Hosp           | Oostenrijk       | 1572   |
| Zilver | Marlies Schild        | Oostenrijk       | 1482   |
| Brons  | Julia Mancuso         | Verenigde Staten | 1356   |
| 4      | Renate Götschl        | Oostenrijk       | 1300   |
| 5      | Anja Pärson           | Zweden           | 885    |
| 6      | Lindsey Kildow        | Verenigde Staten | 808    |
| 7      | Tanja Poutiainen      | Finland          | 783    |
| 8      | Michaela Kirchgasser  | Oostenrijk       | 657    |
| 9      | Šárka Záhrobská       | Tsjechië         | 593    |
| 10     | Ingrid Jacquemod      | Frankrijk        | 584    |
| 11     | Elisabeth Görgl       | Oostenrijk       | 568    |
|        | Kathrin Zettel        | Oostenrijk       | 568    |
| 13     | Andrea Fischbacher    | Oostenrijk       | 488    |
| 14     | Maria Riesch          | Duitsland        | 487    |
| 15     | Anna Ottosson         | Zweden           | 453    |
| 16     | Emily Brydon          | Canada           | 414    |
| 17     | Alexandra Meissnitzer | Oostenrijk       | 413    |
| 18     | Therese Borssén       | Zweden           | 407    |
| 19     | Veronika Zuzulová     | Slowakije        | 383    |
| 20     | Kelly VanderBeek      | Canada           | 367    |
| 21     | Nadia Styger          | Zwitserland      | 339    |
| 22     | Ana Jelušić           | Kroatië          | 331    |
| 23     | Manuela Moelgg        | Italië           | 314    |
| 24     | Fränzi Aufdenblatten  | Zwitserland      | 312    |
| 25     | Resi Stiegler         | Verenigde Staten | 300    |

| #  | Naam                       | Land                | Punten |
| -- | -------------------------- | ------------------- | ------ |
| 26 | Maria Pietilä-Holmner      | Zweden              | 292    |
| 27 | Marie Marchand-Arvier      | Frankrijk           | 288    |
| 28 | Britt Janyk                | Canada              | 271    |
| 29 | Kathrin Hölzl              | Duitsland           | 270    |
| 30 | Tina Maze                  | Slovenië            | 268    |
| 31 | Nicole Gius                | Italië              | 266    |
| 32 | Chemmy Alcott              | Verenigd Koninkrijk | 249    |
| 33 | Nadia Fanchini             | Italië              | 238    |
| 34 | Dominique Gisin            | Zwitserland         | 219    |
| 35 | Sylviane Berthod           | Zwitserland         | 207    |
| 36 | onbekend                   | Oostenrijk          | 200    |
| 37 | Florine De Leymarie        | Frankrijk           | 199    |
| 38 | Stacey Cook                | Verenigde Staten    | 196    |
| 39 | Monika Bergmann-Schmuderer | Duitsland           | 194    |
|    | Christine Sponring         | Oostenrijk          | 194    |
| 41 | Geneviève Simard           | Canada              | 193    |
| 42 | Karen Putzer               | Italië              | 191    |
| 43 | Lucia Recchia              | Italië              | 173    |
| 44 | Maria Holaus               | Oostenrijk          | 172    |
| 45 | Martina Schild             | Zwitserland         | 171    |
| 46 | Kaylin Richardson          | Verenigde Staten    | 167    |
| 47 | onbekend                   | Italië              | 160    |
| 48 | Daniela Merighetti         | Italië              | 158    |
| 49 | Catherine Borghi           | Zwitserland         | 153    |
| 50 | Chiara Costazza            | Italië              | 148    |

Er waren uiteindelijk 133 skiesters die één of meer punten behaalden.
| #      | Naam                  | Land             | Punten |
| ------ | --------------------- | ---------------- | ------ |
| Goud   | Renate Götschl        | Oostenrijk       | 705    |
| Zilver | Julia Mancuso         | Verenigde Staten | 536    |
| Brons  | Lindsey Kildow        | Verenigde Staten | 390    |
| 4      | Anja Pärson           | Zweden           | 293    |
| 5      | Ingrid Jacquemod      | Frankrijk        | 264    |
| 6      | Nadia Styger          | Zwitserland      | 229    |
| 7      | Maria Riesch          | Duitsland        | 225    |
| 8      | Kelly VanderBeek      | Canada           | 218    |
| 9      | Marie Marchand-Arvier | Frankrijk        | 215    |
| 10     | Dominique Gisin       | Zwitserland      | 210    |

| #      | Naam                | Land       | Punten |
| ------ | ------------------- | ---------- | ------ |
| Goud   | Marlies Schild      | Oostenrijk | 760    |
| Zilver | Nicole Hosp         | Oostenrijk | 418    |
| Brons  | Šárka Záhrobská     | Tsjechië   | 405    |
| 4      | Therese Borssén     | Zweden     | 389    |
| 5      | Veronika Zuzulová   | Slowakije  | 344    |
| 6      | Tanja Poutiainen    | Finland    | 332    |
| 7      | Ana Jelušić         | Kroatië    | 328    |
| 8      | Kathrin Zettel      | Oostenrijk | 257    |
| 9      | Anna Ottosson       | Zweden     | 215    |
| 10     | Florine De Leymarie | Frankrijk  | 199    |

| #      | Naam                 | Land             | Punten |
| ------ | -------------------- | ---------------- | ------ |
| Goud   | Nicole Hosp          | Oostenrijk       | 490    |
| Zilver | Tanja Poutiainen     | Finland          | 419    |
| Brons  | Michaela Kirchgasser | Oostenrijk       | 357    |
| 4      | Julia Mancuso        | Verenigde Staten | 275    |
| 5      | Kathrin Hölzl        | Duitsland        | 228    |
| 6      | Anna Ottosson        | Zweden           | 208    |
| 7      | Kathrin Zettel       | Oostenrijk       | 206    |
| 8      | Manuela Moelgg       | Italië           | 200    |
| 9      | Karen Putzer         | Italië           | 191    |
| 10     | Nicole Gius          | Italië           | 174    |

| #      | Naam                  | Land             | Punten |
| ------ | --------------------- | ---------------- | ------ |
| Goud   | Renate Götschl        | Oostenrijk       | 540    |
| Zilver | Nicole Hosp           | Oostenrijk       | 352    |
| Brons  | Lindsey Kildow        | Verenigde Staten | 310    |
| 4      | Julia Mancuso         | Verenigde Staten | 273    |
| 5      | Alexandra Meissnitzer | Oostenrijk       | 207    |
| 6      | Anja Pärson           | Zweden           | 202    |
| 7      | Britt Janyk           | Canada           | 167    |
| 8      | Andrea Fischbacher    | Oostenrijk       | 158    |
| 9      | Kelly VanderBeek      | Canada           | 149    |
| 10     | Tina Maze             | Slovenië         | 143    |

Alpine-combinatie
| #      | Naam                 | Land             | Punten |
| ------ | -------------------- | ---------------- | ------ |
| Goud   | Marlies Schild       | Oostenrijk       | 220    |
| Zilver | Julia Mancuso        | Verenigde Staten | 195    |
| Brons  | Nicole Hosp          | Oostenrijk       | 190    |
| 4      | Michaela Kirchgasser | Oostenrijk       | 152    |
| 5      | Resi Stiegler        | Verenigde Staten | 119    |
| 6      | Šárka Záhrobská      | Tsjechië         | 97     |
| 7      | Lindsey Kildow       | Verenigde Staten | 80     |
| 8      | Elisabeth Görgl      | Oostenrijk       | 78     |
| 9      | Ingrid Jacquemod     | Frankrijk        | 77     |
| 10     | Emily Brydon         | Canada           | 76     |

Landen-cup
| #      | Land                | Punten |
| ------ | ------------------- | ------ |
| Goud   | Oostenrijk          | 8125   |
| Zilver | Verenigde Staten    | 3143   |
| Brons  | Zweden              | 2340   |
| 4      | Italië              | 2056   |
| 5      | Zwitserland         | 1879   |
| 6      | Frankrijk           | 1545   |
| 7      | Duitsland           | 1470   |
| 8      | Canada              | 1456   |
| 9      | Finland             | 869    |
| 10     | Tsjechië            | 607    |
| 11     | Slovenië            | 468    |
| 12     | Slowakije           | 383    |
| 13     | Kroatië             | 331    |
| 14     | Verenigd Koninkrijk | 249    |
| 15     | Noorwegen           | 147    |
| 16     | Liechtenstein       | 119    |
| 17     | Spanje              | 114    |
| 18     | Polen               | 88     |
| 19     | Monaco              | 52     |
| 20     | Servië              | 24     |

## Landenwedstrijd
| Datum      | Plaats      | Eerste | Tweede | Derde |
| ---------- | ----------- | --- | --- | --- |
| 16/03/2007 | Lenzerheide | Oostenrijk Andrea Fischbacher Christoph Gruber Reinfried Herbst Michaela Kirchgasser Manfred Pranger Mario Scheiber | Italië Massimiliano Blardone Chiara Costazza Cristian Deville Peter Fill Daniela Merighetti Manfred Mölgg | Frankrijk Yannick Bertrand Florine De Leymarie Jean-Baptiste Grange Ingrid Jacquemod Julien Lizeroux Marie Marchand-Arvier |